# New Zealand Sevens
Il New Zealand Sevens, spesso indicato NZl Sevens, è un torneo annuale di rugby a 7 disputato al Waikato Stadium di Hamilton, Nuova Zelanda. La competizione fa parte delle World Rugby Sevens Series e si svolge tra la fine di gennaio e gli inizi di febbraio, con la partecipazione di 16 squadre nazionali. Originariamente, dal 2000 fino al 2017, la sede fu il Westpac Stadium di Wellington.
L'evento è caratterizzato da una forte atmosfera celebrativa e una grande partecipazione di pubblico, arrivando a rappresentare, grazie anche alla spettacolarità del gioco, uno degli eventi sportivi principali della Nuova Zelanda. Il torneo è anche noto per l'atmosfera di festa in cui si svolge, con gran parte degli spettatori che indossano costumi fantasiosi in stile carnevalesco.

## Finali
| Anno          | Finale di Cup | Finale di Cup  | Finale di Cup | Finale Plate | Finale Plate | Finale Plate |
| Anno          | Vincitore     | Punteggio      | Finalista     | Vincitore    | Punteggio    | Finalista    |
| ------------- | ------------- | -------------- | ------------- | ------------ | ------------ | ------------ |
| 2000 Dettagli | Figi          | 24 - 14        | Nuova Zelanda | Canada       | 24 - 21      | Sudafrica    |
| 2001 Dettagli | Australia     | 19 - 17        | Figi          | Samoa        | 40 - 7       | Argentina    |
| 2002 Dettagli | Sudafrica     | 17 - 14        | Samoa         | Argentina    | 52 - 12      | Galles       |
| 2003 Dettagli | Nuova Zelanda | 38 - 26        | Inghilterra   | Samoa        | 39 - 5       | Francia      |
| 2004 Dettagli | Nuova Zelanda | 33 - 15        | Figi          | Tonga        | 38 - 12      | Kenya        |
| 2005 Dettagli | Nuova Zelanda | 31 - 7         | Argentina     | Australia    | 32 - 0       | Scozia       |
| 2006 Dettagli | Figi          | 27 - 22 (E.T.) | Sudafrica     | Inghilterra  | 14 - 10      | Argentina    |
| 2007 Dettagli | Samoa         | 17 - 14        | Figi          | Inghilterra  | 21 - 12      | Francia      |
| 2008 Dettagli | Nuova Zelanda | 22 - 17        | Samoa         | Sudafrica    | 19 - 12      | Galles       |
| 2009 Dettagli | Inghilterra   | 19 - 17        | Nuova Zelanda | Sudafrica    | 26 - 12      | Galles       |
| 2010 Dettagli | Figi          | 19 - 14        | Samoa         | Australia    | 26 - 22      | Sudafrica    |
| 2011 Dettagli | Nuova Zelanda | 29 - 14        | Inghilterra   | Figi         | 26 - 12      | Sudafrica    |
| 2012 Dettagli | Nuova Zelanda | 24 - 7         | Figi          | Sudafrica    | 24 - 0       | Tonga        |
| 2013 Dettagli | Inghilterra   | 24 - 19        | Kenya         | Australia    | 22 - 7       | Scozia       |
| 2014 Dettagli | Nuova Zelanda | 21 - 0         | Sudafrica     | Australia    | 12 - 10      | Canada       |
| 2015 Dettagli | Nuova Zelanda | 27 - 21        | Inghilterra   | Figi         | 24 - 0       | Australia    |
| 2016 Dettagli | Nuova Zelanda | 24 - 21        | Sudafrica     | Australia    | 21 - 5       | Argentina    |
| 2017 Dettagli | Sudafrica     | 26 - 5         | Figi          |              |              |              |
| 2018 Dettagli | Figi          | 24 - 17        | Sudafrica     |              |              |              |
| 2019 Dettagli | Figi          | 38 - 0         | Stati Uniti   |              |              |              |
| 2020 Dettagli | Nuova Zelanda | 27 - 5         | Francia       |              |              |              |